# Cryphia strigula
Cryphia strigula is een vlinder uit de familie van de uilen (Noctuidae). De wetenschappelijke naam van de soort is voor het eerst geldig gepubliceerd in 1792 door Borkhausen.